# Коммунистический институт журналистики имени С. М. Кирова
Коммунистический институт журналистики имени С. М. Кирова (КИЖ) (бел. Камуністычны інстытут журналістыкі імя С. М. Кірава (КІЖ)) — высшее государственное образовательное учреждение в Минске в 1932—1941 гг. В 1930-е года располагался в бывшей гимназии Фальковича, перед войной вместе с Высшей коммунистической сельскохозяйственной школой Беларуси имени В. И. Ленина располагался в здании на улице Карла Маркса.
Основан в 1932 году на базе газетного отделения Коммунистического университета Беларуси имени В. И. Ленина. 1 июля 1934 года в нем обучались 189 человек. В этом же году был проведен первый выпуск 37 будущих работников районной и политической печати. Имя С. М. Кирова ему было присвоено в 1935 году.
Коммунистический институт журналистики стал единственным в стране учебным заведением, которое готовило журналистов для районных, областных и республиканских газет. Принимались лица с трудовым стажем не менее 3 лет и 2 лет управленческой партийной или общественной работы. Срок обучения составлял 3 года. При институте работала годовалая вечерняя школа журналистов комсомольско-молодежных газет, с 1934 года сектор заочного обучения газетных кадров. В 1940 году реорганизован в Белорусский институт журналистики и в 1941 году остановил свою деятельность.

## Известные выпускники
- Исидор Самуилович Бас (1913 — ?) — белорусский литературовед.
- Иван Муравейко (род. 1921) — белорусский поэт.